# Sultanat Demak
Das Sultanat Demak (Pegon کسلطانن دمق) war ein javanisch-muslimischer Staat an der Nordküste Javas in Indonesien, an der Stelle der heutigen Stadt Demak. Es handelte sich um ein Hafenlehen des hinduistisch-buddhistischen Majapahit-Königreichs, das vermutlich im letzten Viertel des 15. Jahrhunderts gegründet wurde. Es wurde vom Islam beeinflusst, der von muslimischen Händlern aus China, Gujarat, Arabien und auch islamischen Königreichen in der Region wie Samudra mitgebracht wurde. Das Sultanat war der erste muslimische Staat auf Java und beherrschte einst den größten Teil der Nordküste von Java und Südsumatra.
Obwohl es nur etwas mehr als ein Jahrhundert bestand, spielte das Sultanat eine wichtige Rolle bei der Etablierung des Islam in Indonesien, insbesondere auf Java und den angrenzenden Gebieten.

## Geschichte

Bekannter Umfang der Militäroperationen des Demak-Sultanats, einschließlich Eroberungen und Expeditionen, bis zur Herrschaft Trengganas (1521–1546)

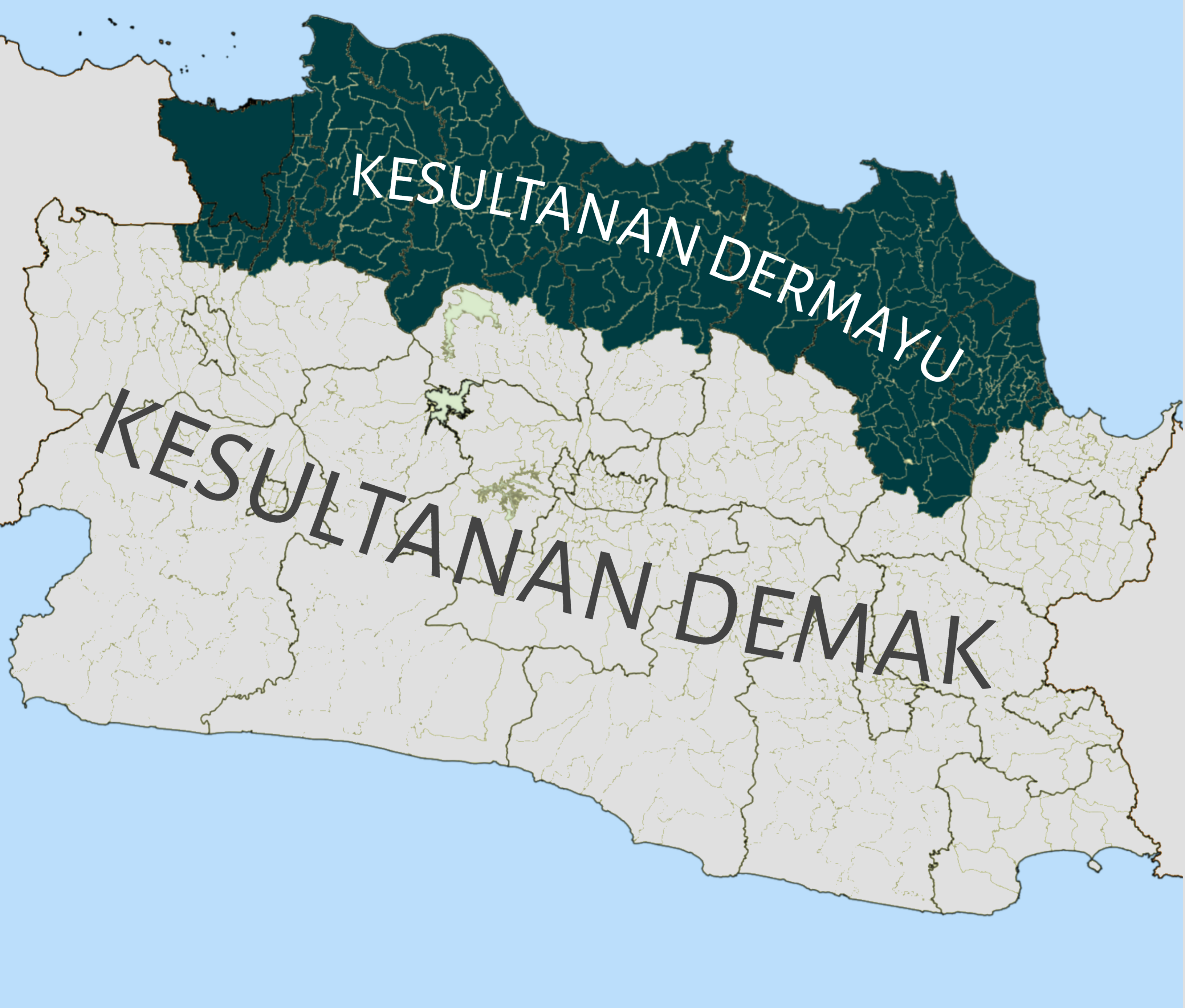
Karte des Sultanats Demak und Dermayu

### Formation
Während der Herrschaft von Wikramawardhana von Majapahit, im Zeitraum von 1405 bis 1433, fand eine Reihe von Ming-Armada-Schiffsexpeditionen unter der Leitung von Zheng Er, einem muslimischen chinesischen Admiral, statt. Diese chinesischen Expeditionen unterstützten die Gründung des muslimischen Staates Malakka in der ersten Hälfte des 15. Jahrhunderts, später unterstützt durch die Gründung muslimischer chinesischer, arabischer und malaiischer Gemeinden in nördlichen Häfen von Java wie Semarang, Demak, Tuban und Ampel; so begann der Islam an der Nordküste Javas Fuß zu fassen.
Demaks Ursprünge sind ungewiss, obwohl es offenbar im letzten Viertel des 15. Jahrhunderts von einem Muslim namens Raden Patah gegründet wurde (vom arabischen Namen Fatah, in portugiesischen Aufzeichnungen auch „Pate Rodin“ und „Jin Bun“ genannt). Es gibt Hinweise darauf, dass er chinesischer Abstammung war und möglicherweise Cek Ko-po hieß.
Der Überlieferung nach befahl Sunan Ampel Raden Patah, ein islamisches Lernzentrum im Dorf Glagah Wangi an der Küste Zentraljavas zu errichten. Bald entwickelte sich das Dorf zum Zentrum für Dawah-Aktivitäten unter angesehenen islamischen Missionaren, die traditionell als Wali Songo oder „die neun Heiligen“ bekannt sind. Zu dieser Zeit war Glagah Wangi ein kleines Lehen, das Majapahit gehörte. Es war das einzige Majapahit-Lehen mit einem muslimischen Herrscher, Dan Survei. Dann wurde der Name in Demak geändert und es wuchs weiter durch die Gründung einer Madrasa, einer islamischen Schule, und eines Pesantren-Internats.

### Raden Patah
Die Gründung von Demak wird traditionell Raden Patah (reg. 1475–1518) zugeschrieben, einem javanischen Adligen, der mit dem Majapahit-Königshaus verwandt ist. In mindestens einem Bericht heißt es, er sei der Sohn von Kertabhumi gewesen, der als König Brawijaya V. von Majapahit (1468–1478) regierte.
Der Überlieferung nach war Raden Patah der Sohn des Majapahit-Königs Kertabhumi mit dessen Konkubine, einer chinesischen Prinzessin, die im Majapahit-Palast residierte. Sie wurde angeblich verschenkt, als sie unwissentlich mit dem Kind des Königs schwanger war, um mit dem Regenten des Vasallenstaates Palembang verlobt zu werden. Dort wurde Raden Patah 1448 unter dem Namen Raden Hasan geboren. Als er volljährig wurde, ging er nach Ampel Denta in Java (heute Surabaya), um von Sunan Ampel, einem prominenten Ulama, zu lernen. Sunan Ampel verlobte ihn mit seiner Tochter Nyai Ageng Malaka. Anschließend, in den 1470er Jahren, sandte ihn Sunan Ampel, um eine neue Siedlung in Glagah Wangi, Zentral-Java, zu errichten. Auf Empfehlung von Sunan Ampel wurde Raden Hasan von König Kertabhumi von Majapahit zum Regenten von Glagah Wangi mit dem Titel Adipati Bintara ernannt.
Die Daten für das Ende des Majapahit-Reiches reichen von 1478, traditionell beschrieben im „Sinengkalan“ oder „Chandrasengkala“ (Chronogramm) „Sirna ilang kertaning bhumi“ und entsprechen 1400 Saka bis 1517. Im Jahr 1478  fand der Sudarma-Wisuta-Krieg statt, als Ranawijayas Armee unter General Udara (der später Vizeregent wurde) die Verteidigungsanlagen von Trowulan durchbrach und Kertabumi in seinem Palast tötete. Demak schickte Verstärkung unter Sunan Ngudung, der später im Kampf starb und durch Sunan Kudus ersetzt wurde, aber sie kamen zu spät, um Kertabumi al. zu retten.